# 逆流性食道炎
逆流性食道炎（ぎゃくりゅうせいしょくどうえん、英：reflux esophagitis）とは、胃酸や十二指腸液が、食道に逆流することで、食道の粘膜を刺激し粘膜にびらん・炎症を引きおこす疾患名。胃食道逆流症（Gastroesophageal Reflux Disease：GERD）の一つ。現在では、未治療の逆流性食道炎は狭心症よりもQOLを損なう疾患とされており、胃酸関連疾患の中で非常に重要な疾患として位置づけられる。危険な合併症として、食道出血、狭窄、食道癌が挙げられている。

## 疫学
1997年の報告では、1323例を対象とした内視鏡検査で、38例（男28、女10）の報告され 2.9% であった。更に、合併症として 9例に消化性潰瘍、11例に裂孔ヘルニアを認めたと報告されている。1995年までは、1〜3% 程度の頻度であったが、1996年以降16.3%と急激に増加している。増加の原因は、食事の欧米化、ヘリコバクター・ピロリ感染者の減少、肥満者の増加、ストレスによる食道知覚過敏亢進と言った患者側の要因のほかに、医師の関心や診断技術の進歩が挙げられている。また、胸やけ症状がありながら内視鏡検査で所見を認めない事例も多いとされ、胸やけありと回答した例のうち 55.3% は内視鏡的に食道炎の所見が認められないとの報告がある。一方、胸焼けの自覚症状がなくとも内視鏡的に食道炎の所見が認められる例が 10.5% 存在した。

## 発症メカニズムと現状
胃と食道との接合部には、食道内に胃内容物が逆流することのないよう、下部食道括約筋(LES)などの流防止機構がある。しかし、加齢による下部食道括約筋の働きの低下と食道自体のぜん動運動と唾液の減少、食道裂孔ヘルニアによる逆流防止機構の破壊、一過性LES弛緩、腹圧の上昇による胃内圧の上昇などの要因により、胃食道逆流をきたしやすくなる。
食事・生活様式は胃食道逆流症と深く関わっており、炎症を悪化させる食べ物に高脂肪食をはじめ、アルコール、コーヒー、炭酸飲料、柑橘系ジュース、玉ねぎ、チョコレート、餅、あん、饅頭、香辛料などが挙げられる。脂肪分の多い食べ物は消化に負担がかかることから、コレシストキニンという脂肪の消化に関わるホルモン物質が大量に分泌され、下部食道括約筋を弛緩させ胃液を逆流しやすくする。予防や治療的観点からはこれらの食べ物を避けることも重要である。喫煙もLES圧を低下させ、胃食道逆流症の増悪因子となる。前屈位などの体位や、食後すぐに横になることなどは腹圧の上昇を招き、逆流の原因、増悪因子となる。反対に就寝時の上半身挙上は、胃酸逆流を抑制させるため有効な治療法ともなる。

## 症状
以下のような症状がある。
- 胸焼け、みぞおちや上胸部痛などが起こる
- 食事中・後、横になったとき、前屈したときに喉や口に胃酸が逆流する
- 胸部違和感、不快感
- 喉の違和感、声のかすれ
- 腹部膨満感
- 嘔吐・多くは過度のおくび（げっぷ）を伴う。
- 流涎
- 食物による食道痛
- 就寝中逆流物の気道への誤嚥による呼吸器症状

## 要因
以下のような要因が知られている。
- 鉄分の不足によって起こる口内の火傷。
- 加齢による下部食道括約筋の働きの低下と食道自体のぜん動運動と唾液の減少[7]。
- ストレス・フラストレーション・暴飲暴食・喫煙・飲酒。
- 食道下部括約筋（英: Lower esophageal sphincter）: LES の弛緩：喫煙や加齢による機能低下
- 食道裂孔ヘルニア
- 妊娠・肥満・便秘・運動による腹圧の上昇。
- 姿勢の悪さや前屈位などの体位や、食後すぐに横になることなどによる腹圧の上昇[7][1]。
- 胃切除[8]

## 検査
- PPIテスト

PPIを短期間試験的に投与し、症状の改善を確認する。
- 内視鏡検査[9]

食道上皮に発赤やびらん・潰瘍、腫瘍がないか検査する。
分光画像内視鏡
胃・バレット食道・正常食道の粘膜の色調の変化から判別を行う。
拡大内視鏡
血管走行や腺構造の違いが調べる。
- 食道pHモニタリング（英語版）

下部食道括約筋の5cm上方にチューブまたはカプセルを留置し、胃酸逆流を評価する。24時間検査し、食道内pH4以下の時間が5％以上で胃食道逆流症と診断。検査中の症状、食事、睡眠を記録し、過剰な胃酸曝露と症状・逆流間の相関を測定し、一致率50%～60%以上で陽性。
食道インピーダンスpHモニタリング
- 食道内圧検査

## 診断
症状から胃食道逆流症を疑う場合、内視鏡検査で粘膜障害があれば逆流性食道炎の確定診断と重症度評価ができる。内視鏡所見がない患者や難治例では食道内pHモニタリングが診断や治療方針決定に有用である。
| グレード | 解説 |
| -------- | --- |
| Grade N  | 内視鏡的に変化を認めないもの（normal）                                                                     |
| Grade M  | 色調が変化しているもの（minimal change）                                                                   |
| Grade A  | 長径が5mmを越えない粘膜障害で粘膜ひだに限局されるもの                                                      |
| Grade B  | 少なくとも1ヵ所の粘膜障害が5mm以上あり、それぞれ別の粘膜ひだ上に存在する粘膜障害が互いに連続していないもの |
| Grade C  | 少なくとも1ヵ所の粘膜障害が2条以上のひだに連続して広がっているが、全周性でないもの                         |
| Grade D  | 全周性の粘膜障害                                                                                           |

## 治療
逆流性食道炎の治療では、薬物療法と生活習慣の改善を並行して進める。症状が回復しない場合や症状のコントロールが困難な場合、あるいは長期服用を避けたい場合には、内視鏡治療や外科治療を検討する。
薬物治療
胃酸を抑える内服薬として、
- ヒスタミンH2受容体拮抗薬 （H2ブロッカー）
- プロトンポンプ阻害薬 (PPI)、8週間のプロトンポンプ阻害薬投与で改善しない場合は、「PPI抵抗性胃食道逆流症」

生活習慣
- 寝る直前に食事を取らない、なるべく胃の中に物が入っていない状態で寝る。
- 身体の左側を下にして寝ると胃袋が食道よりも下になるので逆流が防げる。
- ベッドヘッド（頭側）を15～20cm挙上。
- 暴飲暴食を避ける。
- 脂質の多い食事は、症状を悪くする。バター、マヨネーズ、クリーム、揚げ物などの高脂肪食は特に影響が大きい。
- 朝の胸やけに対しては、起床時に水などを一杯飲む。
- 肥満や内臓脂肪沈着による腹囲増加は、胃袋にかかる圧力が強く、胃の中に入った食事が食道に戻りやすくなる。
- 低いソファは、座る時や立ち上がる時に前屈しやすく、腹圧が上昇するため避ける。

内視鏡治療
2022年4月よりARMS（ARM-P含む）は保険適用となっている。
- 内視鏡的逆流防止粘膜切除術（ARMS:anti-reflux mucosectomy）
  - 内視鏡を用いて噴門部の粘膜を切除し、その治癒過程での瘢痕収縮により噴門部を引き締める治療法である。粘膜下層に局注後、粘膜切除を行い、人工的な潰瘍を形成することで、約1～2か月後に治療効果が現れる[15]。
- 内視鏡的逆流防止粘膜形成術（ARM-P:anti-reflux mucosal plasty）
  - ARM-Pは、ARMSやARMAの課題である潰瘍治癒時の収縮率の個人差（約2%で効果不十分）や術後出血リスク（特に抗血栓薬服用患者で約5%）を解決し、主流となりつつある。
  - 本術式では、胃小弯部の約1/3周（約3cm×3cm）の粘膜を切除後、内視鏡的縫合手技（Loop-assisted/Line-assisted clip closure）で直接閉鎖する。従来法と異なり、潰瘍治癒を待たずに閉鎖できるため、収縮の個人差を抑え、術後出血リスクも低減される[16]。
  - 当初は、術後2～3週に一過性狭窄が14.4%発生し、3回以上のバルーン拡張を要することもあったが、バタフライ法導入後は狭窄率が低下した。合併症として穿孔や出血が報告されるが、内視鏡的止血術やクリップ閉鎖で対応可能である。治療効果として、PPI内服を中止できた症例は約50%、症状の軽減は約70%の患者で認められ、30%の患者で効果が認められていない[17]。
  - 術前から絶食・点滴管理を行い、治療時間は約1時間である。術前から絶食・点滴管理を行い、治療時間は約1時間である。術後は全粥から開始し、創部の癒合までは食事量を調整することが推奨される。主な合併症として、穿孔（0.9%）、出血（1.8%）、狭窄（5%）が報告されている。また、多くの症例で創部痛がみられ、鎮静薬の副作用による吐き気（約30%）、呼吸抑制（数%）なども認められる。[18][19]。
- 内視鏡的逆流防止粘膜焼灼術（ARMA:anti-reflux mucosal ablation）
  - ARM-Pで効果が不十分な場合には、ARMAによる追加治療が検討されることがある[20]。

- 経口無切開噴門形成術（英語版）（TIF:Transoral incisionless fundoplication）
  - EsophyXという専用デバイスを用いて、内視鏡で胃の一部を食道に無切開で巻き付け縫合し、噴門形成する。5年以上の効果持続が複数報告されている[21]。米国消化器病学会（ACG）は2022年のガイドラインにおいて、TIFは、軽度〜中等度のGERDで食道裂孔ヘルニアが2cm以下の症例で外科手術を希望しない患者に対し、条件付きで推奨される低侵襲治療法として位置づけられている[22]。
- ストレッタ法（英語版）（Stretta）

外科治療
腹腔鏡下噴門形成術
- Nissen法 360度巻き付け
- Toupet法 約270度巻き付け

LINXシステム（The LINX Reflux Management System）